# Villafranca d'Asti
Villafranca d'Asti é uma comuna italiana da região do Piemonte, província de Asti, com cerca de 2.940 habitantes. Estende-se por uma área de 12 km², tendo uma densidade populacional de 245 hab/km². Faz fronteira com Baldichieri d'Asti, Cantarana, Castellero, Dusino San Michele, Maretto, Monale, Roatto, San Paolo Solbrito, Tigliole.

## Demografia
| Variação demográfica do município entre 1861 e 2011                               |
|                                                                                   |
| Fonte: Istituto Nazionale di Statistica (ISTAT) - Elaboração gráfica da Wikipedia |